# Horst Köbbert
Horst Köbbert (* 12. Februar 1928 in Rostock; † 11. Juli 2014 ebenda) war ein deutscher Unterhaltungskünstler, Sänger und Fernsehmoderator. Er war einer der bekanntesten Unterhaltungskünstler aus Mecklenburg.

## Biografie
Köbbert gehörte in seiner Kindheit der Hitlerjugend an und wurde nach Ende des Zweiten Weltkriegs verhaftet und im Speziallager Nr. 9 Fünfeichen interniert. Erst am 9. August 1948 wurde er freigelassen. Anschließend arbeitete er im Betrieb seines Vaters als Taucher. In dieser Zeit wurde auch sein Gesangstalent entdeckt. Nach einer klassischen Gesangsausbildung hatte er 1956 sein Bühnendebüt.
Mit Seemannsliedern und Shantys wurde er in der DDR bekannt. Zusammen mit Rica Déus und Hans Knauer war er Gastgeber der erfolgreichen maritimen Unterhaltungssendung Klock 8, achtern Strom, die von 1966 bis 1990 vom Deutschen Fernsehfunk ausgestrahlt wurde. Daneben moderierte er mehrere Jahre zusammen mit Manfred Uhlig und Lutz Stückrath, als kabarettistisches Trio Die drei Dialektiker, die Samstagabend-Show Ein Kessel Buntes.
Nach der Wende moderierte er zusammen mit Carlo von Tiedemann die Sendung Große Hafenrundfahrt beim Norddeutschen Rundfunk. Seine Heimatstadt Rostock würdigte ihn 1998 mit einer Eintragung ins Ehrenbuch der Stadt. Wegen einer Erkrankung zog er sich 2003 aus dem Showgeschäft zurück. Am 11. Juli 2014 starb Köbbert in Rostock. Laut seiner Ehefrau wurde seine Asche vor Warnemünde in der Ostsee beigesetzt.
Im Warnemünder Heimatmuseum gibt es eine Dauerausstellung zu Horst Köbbert.

## Werke
- Horst Köbbert: Erinnerungen an meinen Appetit. Weymann Bauer, Rostock 1999, ISBN 3-929395-32-0.